# Uranoscopus chinensis
Uranoscopus chinensis is een straalvinnige vissensoort uit de familie van sterrenkijkers (Uranoscopidae). De wetenschappelijke naam van de soort is voor het eerst geldig gepubliceerd in 1882 door Guichenot.